# Achaearanea simaoica
Achaearanea simaoica är en spindelart som beskrevs av Zhu 1998. Achaearanea simaoica ingår i släktet Achaearanea och familjen klotspindlar. Inga underarter finns listade i Catalogue of Life.